# هيلين كيمب
هيلين كيمب (بالإنجليزية: Helen Kemp)‏ هي عالمة موسيقى وملحنة أمريكية، ولدت في 31 مارس 1918، وتوفيت في 23 أغسطس 2015 بسبب مرض.

## وصلات خارجية
- هيلين كيمب على موقع ميوزك برينز (الإنجليزية)